# Juliana Trail

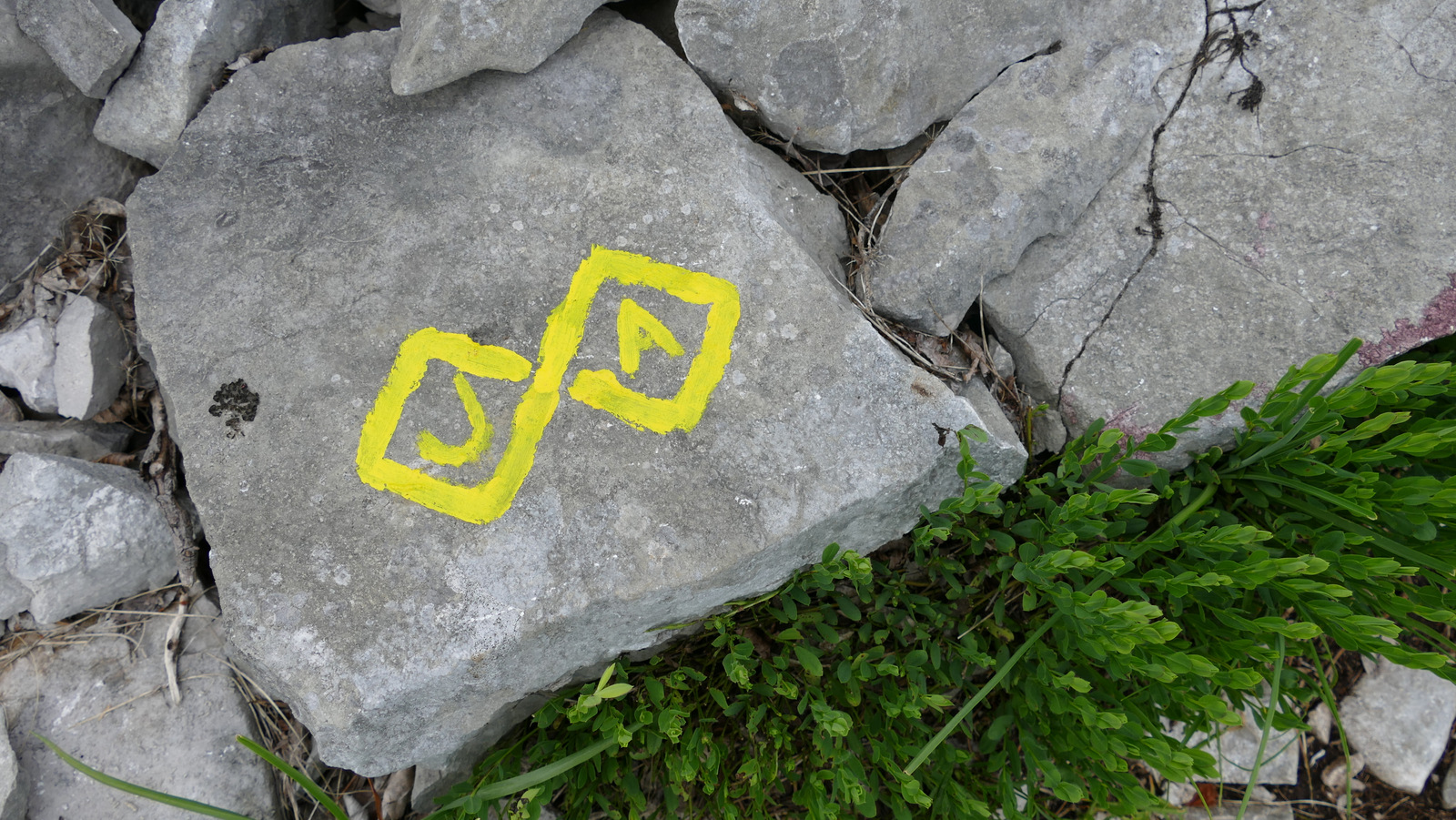

De Juliana Trail (Sloveens: Daljinska pohodniška pot  Juliana Trail) is een langeafstandswandelpad in Slovenië. De Juliana Trail is 330 kilometer en loopt in een lus van Kranjska Gora tot Kranjska Gora. Het bewegwijzerde pad (J en A in twee ruiten) loopt door de Julische Alpen en Nationaal park Triglav.